# Trichopelma affine
Trichopelma affine là một loài nhện trong họ Barychelidae. Loài này phân bố ờ Saint Vincent.